# 约翰内斯·普费弗科恩
约翰内斯·普费弗科恩（英語：Johannes Pfefferkorn)(1469年—1524年)，文艺复兴时期欧洲皈依了天主教的犹太人，他试图说服皇帝马克西米连一世销毁所有犹太著作。却为希伯来学者罗伊希林所阻止。